# ヌメア-パイタの鉄道
ヌメア-パイタの鉄道（英: Nouméa-Païta railway）は、かつてニューカレドニアにて運行されていた唯一の鉄道路線である。
当鉄道は1914年12月に首都ヌメア (Nouméa) - パイタ (Païta) 間で開業した。
当鉄道は軌間3 ft (914 mm)のナローゲージ軌道であり、延長29キロメートル (18 mi)の両都市間を1時間15分で移動していた。

## 歴史
1904年のヌメアからデュムベア (Dumbéa) までの連絡とともに、ヌメアからブーライユ (Bourail) までを結ぶ鉄道の概念が1884年最初に承認された。
当鉄道は利用客の少なさにより、1940年1月1日に廃止された。
ニューカレドニアにて連合国駐留軍のための鉄道を運行するために、1942年4月にアメリカ軍第790鉄道輸送部隊が当路線を再開業した。
その後、当路線は破棄および破壊された。
パイタの旧駅跡が町の北部に残されている。
荷積みプラットホームとランプは保存状態が良く、様々な建物の基礎はまだ目にすることができる。
「マルグリット (Marguerite)」と呼ばれた小型機関車が旧鉄道跡に保存されている。
1940年まではこの機関車が使用されていた。
しかしながらナローゲージ軌道は解体され、以前の線路の並びはもはや目にすることができなくなっている。

## 経路
南部州の3つの基礎自治体内に当路線の8つの駅があった。
ヌメアの市内中心部から当路線が始まり、Riviére Saléeの区（グラン・カルティエ (Grand Quartier)）に2番目の駅があった。
デュムベアに入る前に、当路線はオートゥイユ (Auteuil) およびCol de Tonghouéの村を直交している。
その後、当路線はNondouéおよび山の近くのMount Mouの村を直交し、パイタの終点駅までは数キロメートルある。
当路線には2つの鉄道トンネル（Tunnel de TonghouéおよびTunnel de l'Erambéré）があり、3つの川（La Ouanéoué、La DumbéaおよびKarikouié）を鉄道橋で渡河している。

## ギャラリー

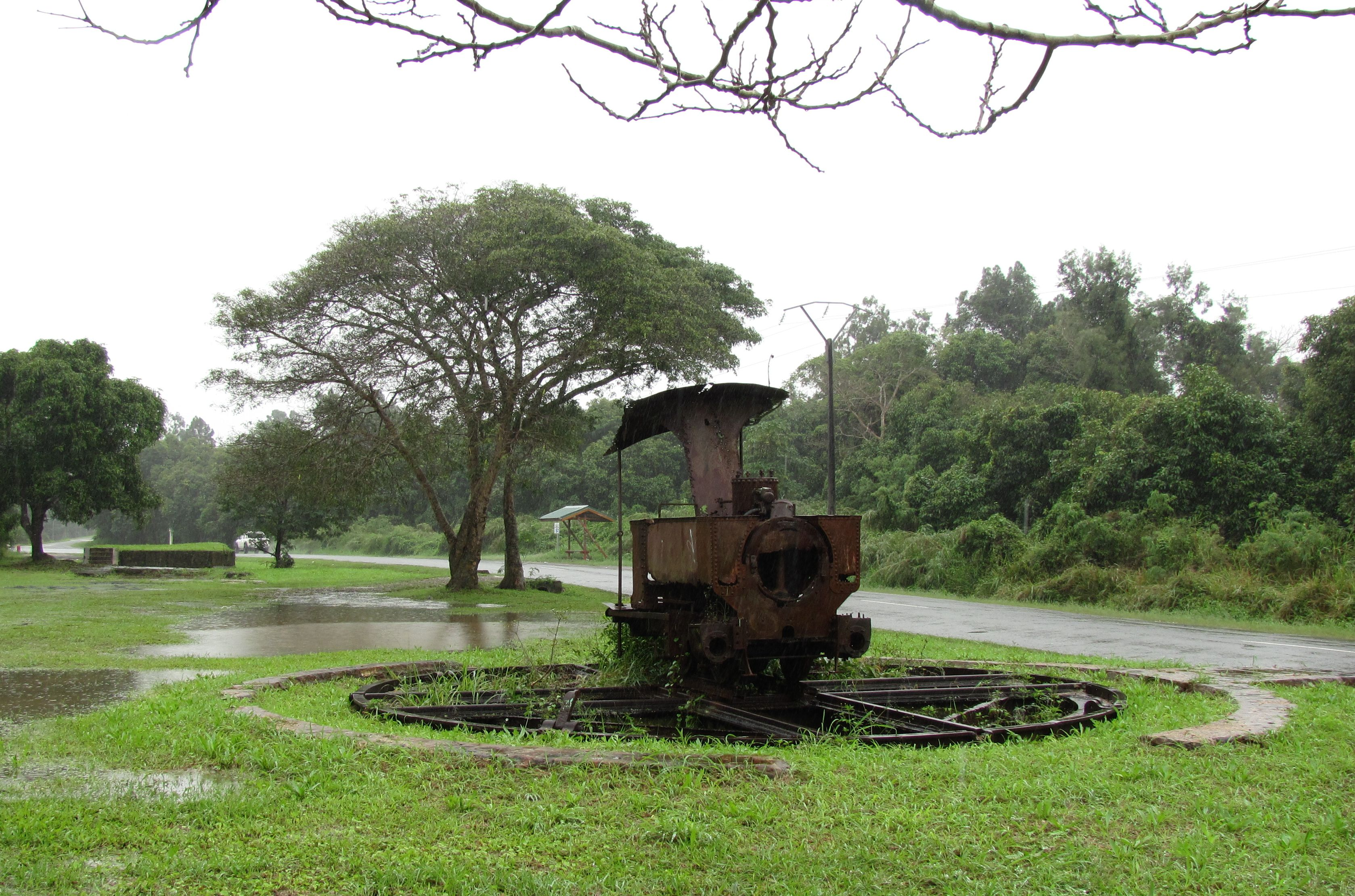
「マルグリット (Marguerite)」機関車
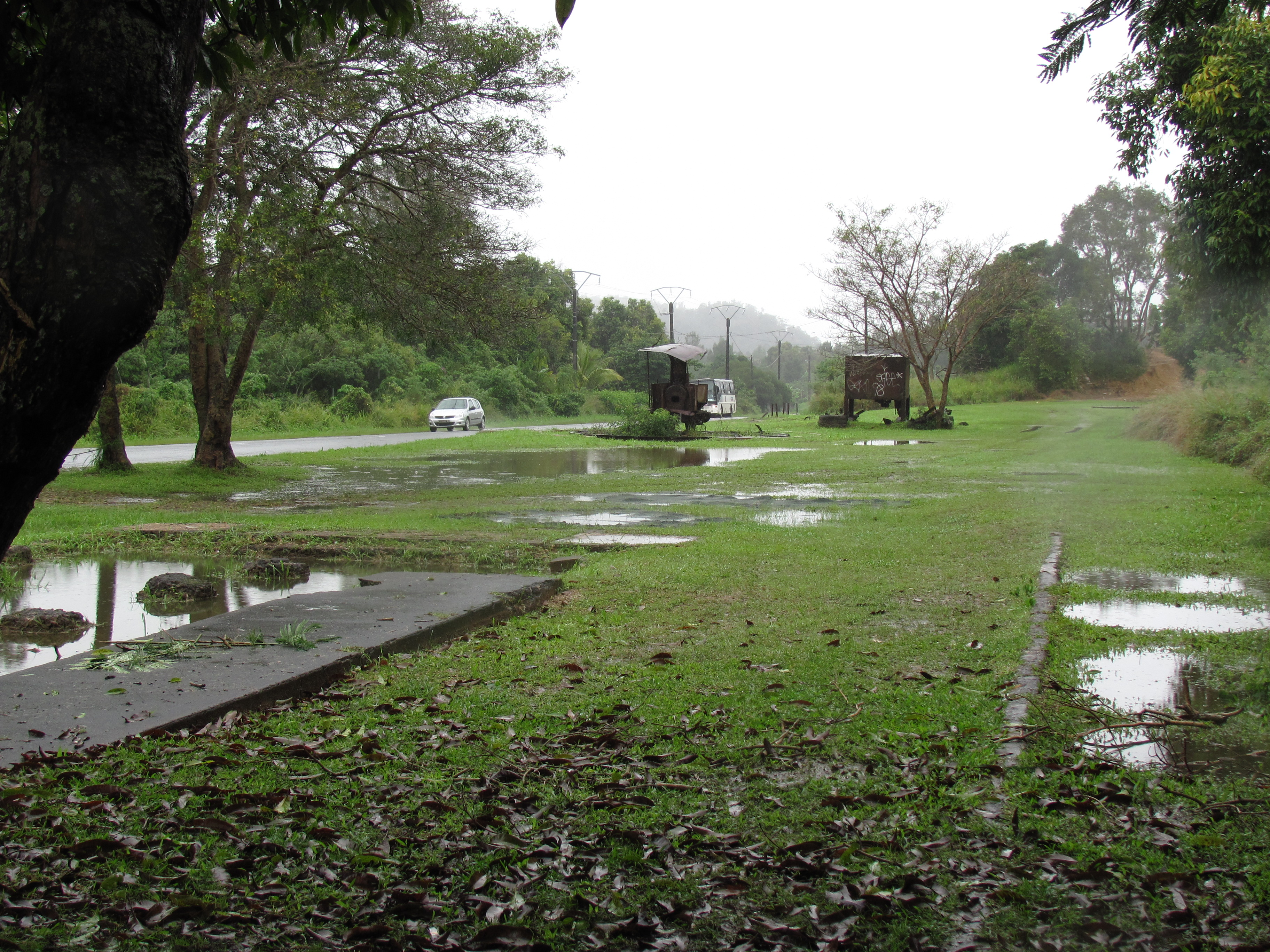
パイタの旧駅